# Selección de fútbol sub-17 de Sudáfrica
La Selección de fútbol sub-17 de Sudáfrica, es el equipo que representa al país en la Copa Mundial de Fútbol Sub-17 y en el Campeonato Africano Sub-17, y es controlada por la Federación Sudafricana de Fútbol.

## Selección de Sudáfrica en Mundiales Sub-17

### Chile 2015
| Fecha                 | Lugar                                         | Rival           | Marcador | Goles Anotados |
| --------------------- | --------------------------------------------- | --------------- | -------- | -------------- |
| 17 de octubre de 2015 | Estadio Ester Roa Rebolledo Concepción, Chile | Costa Rica      | 1 - 2    | Mayo 90'       |
| 20 de octubre de 2015 | Estadio Ester Roa Rebolledo Concepción, Chile | Corea del Norte | 1 - 1    | Mukumela 10'   |
| 23 de octubre de 2015 | Estadio Ester Roa Rebolledo Concepción, Chile | Rusia           | 0 - 2    |                |

## Palmarés
- Campeonato Africano Sub-17
  - Subcampeón (1):  2015

## Estadísticas

### Mundial Sub-17
- de 1985 a 2013: No clasificó
- 2015: Fase de grupos
- de 2017 a 2023: No clasificó
- 2025: Clasificado

### Campeonato Africano Sub-17
- de 1995 a 2003 No clasificó
- 2005: Cuarto Lugar
- 2007: Fase de grupos
- 2009 a 2013: No clasificó
- 2015:  Subcampeón
- 2017: No clasificó
- 2019: No clasificó
- 2023: Cuartos de final
- 2025: Cuartos de final